# Wisteria
Wisteria, llamado popularmente glicina o glicinia, es un género con nueve especies de plantas trepadoras. Son nativas del este de Australia y de países del Este de Asia tales como China, Corea y Japón.

## Descripción
Son arbustos leñosos de hábito trepador. Las plantas de este género usan sus ramas para trepar sobre otras plantas, enrollándolas sobre su soporte en sentido igual o contrario a las manecillas de reloj. Pueden escalar hasta 20 metros sobre el suelo y unos 10 metros lateralmente.

## Usos
Se cultivan como plantas de decoración debido a sus racimos de flores primaverales y a su espeso follaje. Según las variedades, las flores son violetas, azules o blancas. La largura de las inflorescencias varía, de 10 cm a un metro en Wisteria floribunda 'Macrobotryes'.
Algunas variedades son perfumadas, y entre estas, las variedades son 'Rosea' o 'Jacko'. Los granos son tóxicos. La especie más conocida es Wisteria sinensis, la glicinia de China, ampliamente cultivada en Europa occidental. Otra especie frecuente es la Wisteria floribunda, (Willd) DC., la glicinia de Japón.

## Crecimiento y multiplicación
Las glicinias son de crecimiento enérgico. Así, un joven ejemplar podrá sobrepasar el metro de crecimiento anual si las condiciones son óptimas. Así mismo, es corriente ver ejemplares ancianos que alcanzan volúmenes impresionantes. Un ejemplar resultante de la siembra, pasará una decena de años sin florecer. La multiplicación es más fácil a partir de esquejes o de acodos de ejemplares de los cuales se conoce su capacidad para florecer.

## Consejos y cultivo
- La glicinia no es una planta difícil, incluso crece mejor en suelo ácido.
- Es conveniente su exposición a la sombra.
- El exceso de abono nitrogenado (símbolo N) acentúa el crecimiento del follaje en lugar del de las flores. En ese caso, es aconsejable aportarle al suelo potasio y fósforo.
- No hay que dejar que los troncos se enrollen alrededor de su soporte, ya que pueden doblarlo. Los canalones y otros materiales huecos corren el riesgo de ser comprimidos por la fuerza de la planta. Así pues, es aconsejable dejarla empujar en un cable de acero.

## Taxonomía
El género fue descrito por Thomas Nuttall y publicado en The Genera of North American Plants 2: 115–116. 1818.
Etimología
Wisteria: nombre genérico que fue otorgado en honor del Dr. Caspar Wistar (1761-1818).

## Especies aceptadas
- Wisteria brachybotrys  Siebold & Zucc. 1839
- Wisteria brevidentata Rehder
- Wisteria floribunda (Willd.) DC. 1825 - wisteria japonesa
- Wisteria formosa Rehder
- Wisteria frutescens (L.) Poir. 1823 - wisteria de EE.UU
- Wisteria sinensis Sweet 1826 - wisteria china
- Wisteria ventusa Rehder & Wils.
- Wisteria venusta Rehder & E.H.Wilson 1916 -  wisteria seda
- Wisteria villosa Rehder 1926 [3]

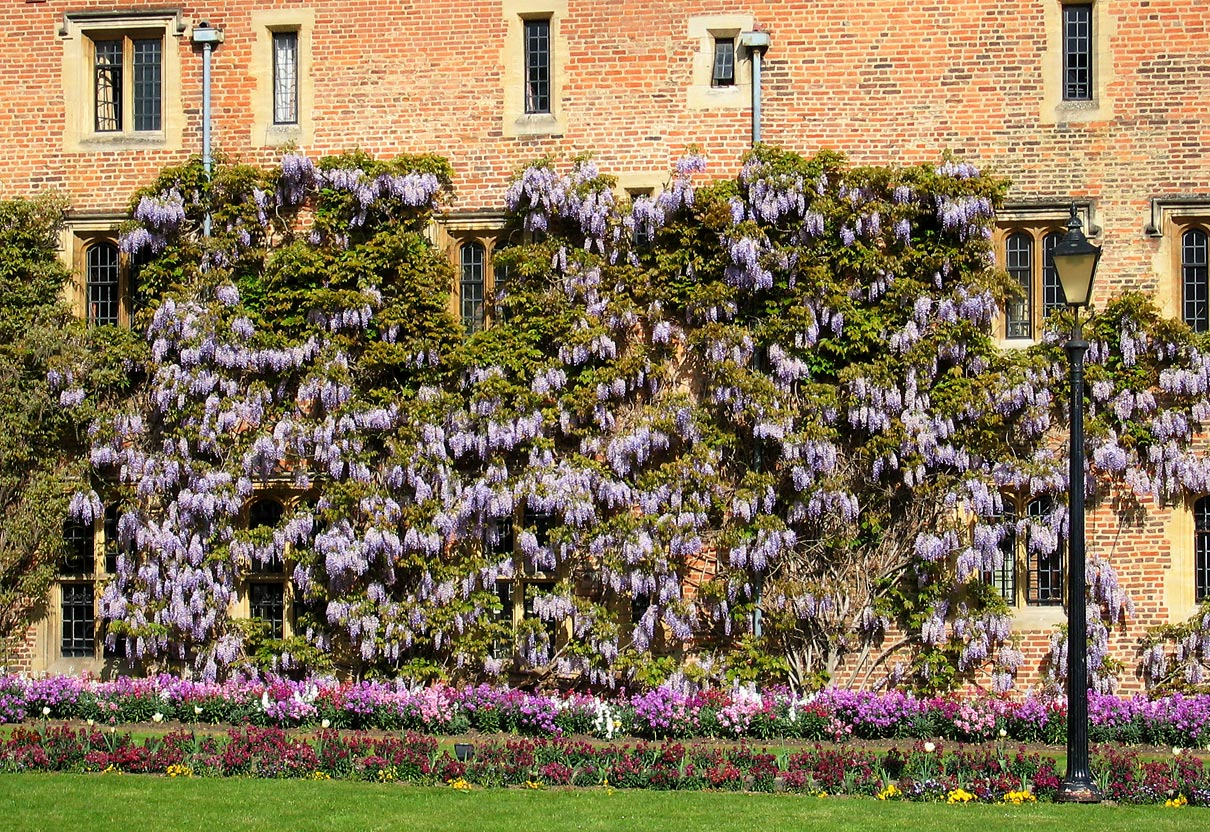
Wisteria sinensis creciendo sobre un muro
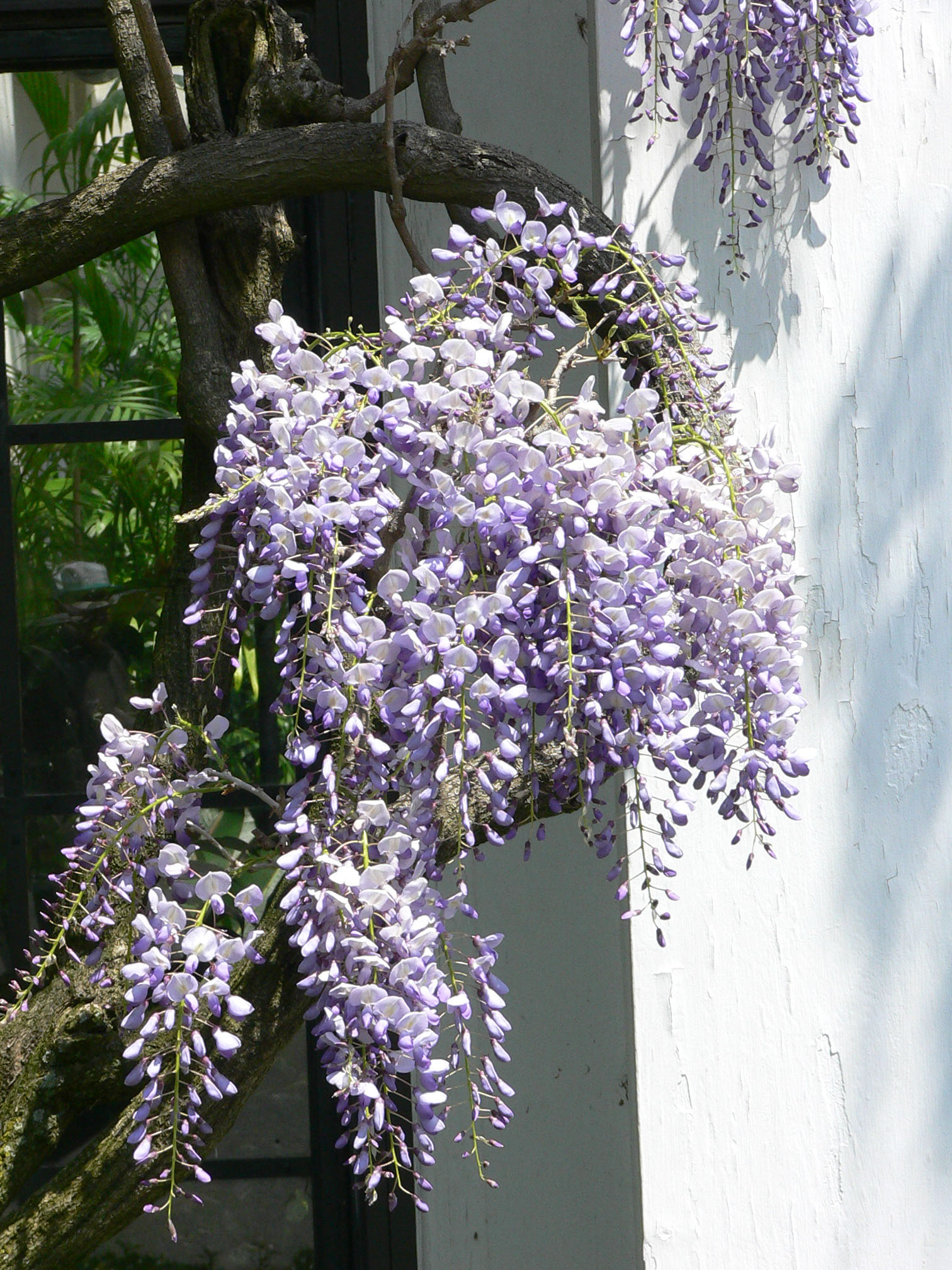
Wisteria floribunda
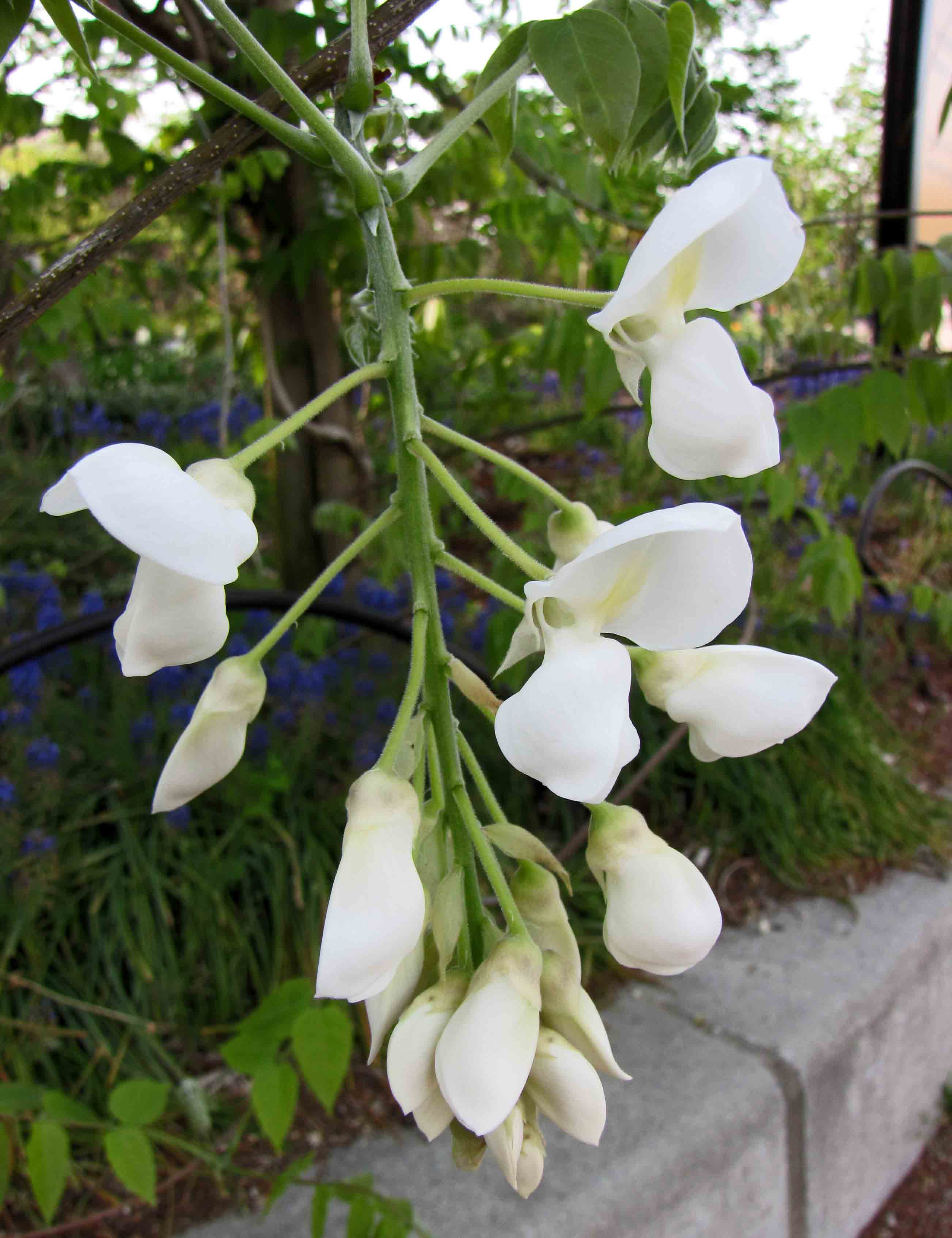
Wisteria brachybotrys
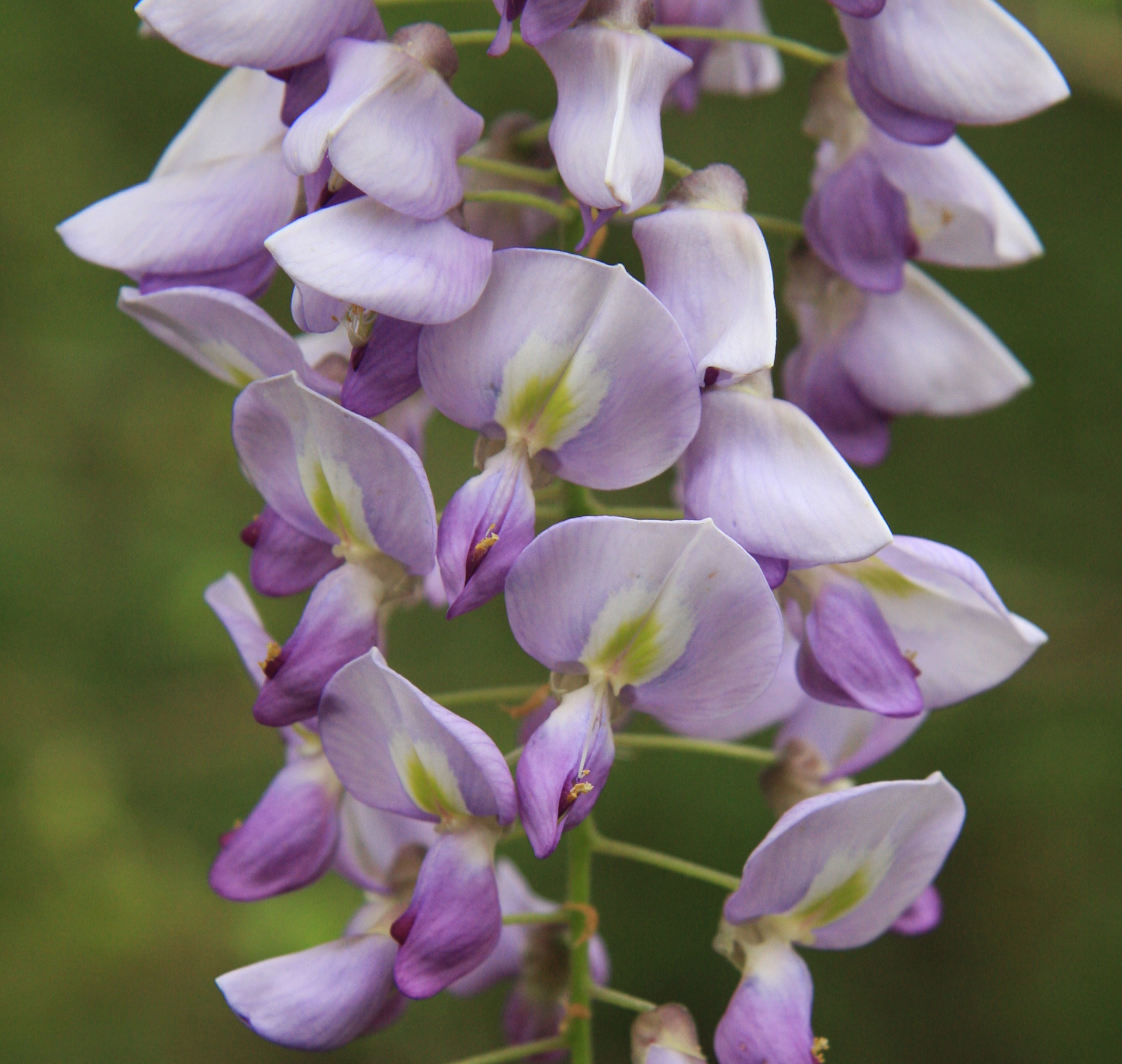
Wisteria frutescens